# Palacio de la Merced (Córdoba)
El palacio de la Merced es un edificio del siglo XVIII ubicado en la ciudad de Córdoba, Andalucía, España. Fue construido sobre el antiguo convento de la Merced Calzada, fundado en el siglo XIII tras la conquista castellana de la ciudad. Tras la Desamortización española, pasó a ser hospicio en 1835 y, en 1960 se convirtió en sede de la Diputación Provincial de Córdoba, uso que mantiene en la actualidad. Está declarado Bien de interés cultural en la categoría de Monumento desde el año 2008.

## Historia

### Restos romanos
El antiguo convento de la Merced se construyó sobre un solar que en época romana formaba parte de la necrópolis de la ciudad, fuera de las murallas y cerca a la puerta de Osario. En el sótano se halla una cripta o hipogeo romano. Aunque se desconoce a quién pudo pertenecer, en las inmediaciones se encontró una inscripción a Marcus Telemachus, un médico de la Societas Aerariroum, compañía minera encargada de la extracción del cobre en Sierra Morena. Otro resto romano hallado ha sido una terma del siglo I que, más tarde, entre los siglos III y IV con el avance del cristianismo, se convirtió en baptisterio. En 2024 se eliminó la bóveda que ocultaba su visibilidad. Aunque algunos lo relacionan con la ermita paleocristiana de Santa Eulalia, la ausencia de restos cristianos junto al baptisterio y el nuevo hallazgo en 2025 de una basílica paleocristiana en la Ronda Norte parece que la ubican en esta nueva zona. Por último, también se halló un mosaico del siglo II que se encuentra en la pared de la escalera y que fue restaurado en 2024.

### Convento de la Merced
Tradicionalmente el origen y fundación de este convento va unido a la figura de San Pedro Nolasco, fundador de la orden mercedaria, a quien el rey Fernando III de Castilla donó la basílica de Santa Eulalia tras la conquista de la ciudad. El convento fue construido entre los años 1245 y 1262 y se dedicó a Santa María de la Merced, aunque se ha conservado ningún resto, a excepción de una talla del Cristo de la Merced en la iglesia moderna que perteneció al mismo. En 2023 se descubrieron restos del primitivo convento en el solar del aparcamiento, con una planta cuadrada y una gran entrada de doble hoja y un muro de fachada de 1,55 metros de grosor. Un año más tarde volvieron a soterrarse. El navegante Cristóbal Colón habitó el antiguo convento durante los años que vivió en Córdoba a la espera de entrevistarse con los Reyes Católicos.

#### Reconstrucción barroca
En el siglo XVII, tras el Concilio de Trento, el convento se reconstruyó para ampliarlo y adaptarse a las nuevas necesidades de las órdenes religiosas, proceso que culmina en el siglo XVIII cuando se concluyó el edificio actual, ignorándose hasta la fecha los autores que intervinieron en la estructuración del conjunto. En cambio sí se puede afirmar que en su construcción hubo dos fases. La primera corresponde a los comienzos del siglo XVIII, cuando se construye toda el ala septentrional, es decir, el claustro secundario y dependencias anejas. De ellas solo se han conservado el patio y la escalera. Esta última fue financiada por el cardenal Salazar y la hizo Francisco Hurtado Izquierdo. Su traza guarda estrecha relación con la escalera secundaria que el citado maestro realiza por esos años para el hospital del cardenal Salazar.
En una segunda etapa se acomete la construcción de la iglesia, el claustro principal, la escalera y las dependencias que lo rodean. Se transforma también la fachada exterior del convento, dándole al conjunto la mayor conjunción y unidad. Este queda así constituido por un gran rectángulo bellamente ensamblado en el que la horizontalidad de la fachada principal queda rota por la verticalidad de la iglesia.

Las obras se desarrollaron entre 1716 y 1760, bajo el patrocinio de fray Pedro de Anguita, fray Pedro González y fray Lorenzo García Ramírez. Se desconocen los maestros que las llevaron a cabo, aunque no se descarta la colaboración de los hermanos Francisco y Juan Aguilar del Río Arriaza, Tomás Jerónimo Pedrajas y Alonso Gómez de Sandoval.

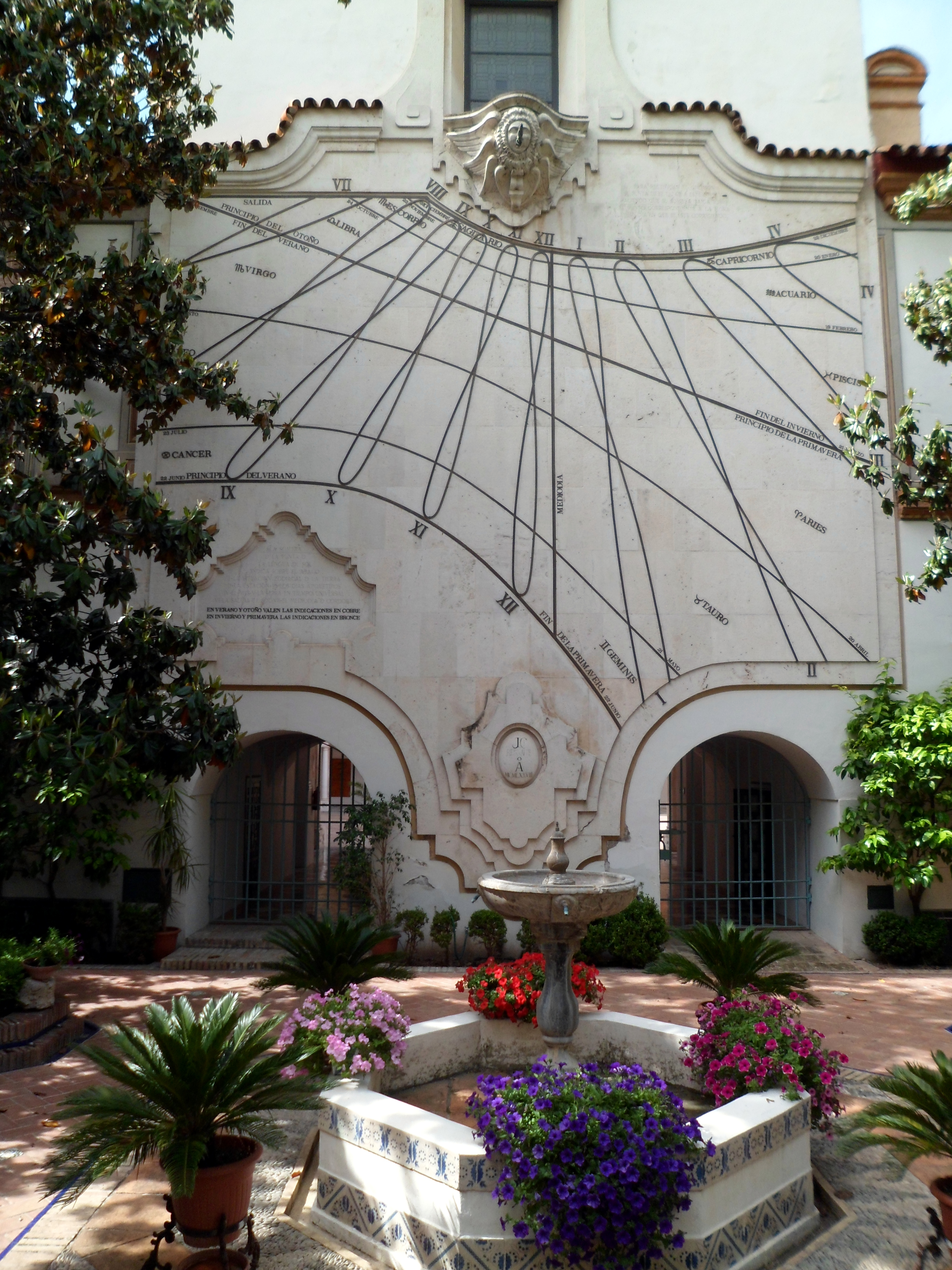
El reloj solar del patio del Reloj fue instalado por el arquitecto Rafael de la Hoz en la remodelación de 1960.

### Hospicio y sede de la Diputación
En 1810 las tropas napoleónicas ocuparon el convento para convertirlo en un hospital de campaña. Debido a la Desamortización española, los monjes son expulsados definitivamente en 1835 y pasó a manos públicas, convirtiéndose en un hospicio para niños huérfanos, llegando a alcanzar mil menores en los peores momentos. Los niños ocupaban el patio blanco y las niñas el patio barroco. Se tapiaron las ventanas y se construyó un edificio anexo para las monjas de la Hijas de la Caridad, cuidadoras de los niños. Además, se instalaron talleres de panadería e imprenta en los soportales que serían el futuro germen de la imprenta provincial.
En los años 1960, durante la presidencia de la Diputación Provincial de Córdoba de Antonio Cruz-Conde, se decide trasladar el hospicio y adaptarlo como sede de la Diputación que estaba en la calle Pedro López, adquiriendo su actual fisonomía bajo la dirección del arquitecto Rafael de la Hoz Arderius. El arquitecto eliminó todos los añadidos en la fase del hospicio y retiró la pintura de la fachada que hizo regresar la policromía barroca. Aunque la fachada oriental conservó su forma original, el resto incluyeron elementos nuevos, por ejemplo, en la fachada septentrional se añadió una portada de piedra que procede de la portería de la iglesia de San Pedro de Alcántara, obra del siglo XVI, emplazada por expreso deseo del arquitecto de la corporación Rafael de la Hoz y diseñada por el pintor cordobés Miguel del Moral. Asimismo, se elaboró la fachada sur en este momento y se decoró con un gran reloj de sol, obra de este mismo arquitecto, y rematado por una escultura del Sol del artista Tomás Egea Azcona.
El exterior del edificio conventual ha sufrido diversas alteraciones a lo largo del tiempo, siendo la fachada oriental la que mejor ha conservado su forma original. El lado septentrional, aun cuando muestra las mismas características formales que el frente principal, manifiesta la incorporación de elementos nuevos. En 2014 se inauguró el retablo de la iglesia para devolverle el esplendor que tuvo en el siglo XVIII, perdido en un incendio en 1978. Se replicó el retablo mayor a partir de fotos y se restauraron las imágenes quemadas.

## Estructura

### La iglesia

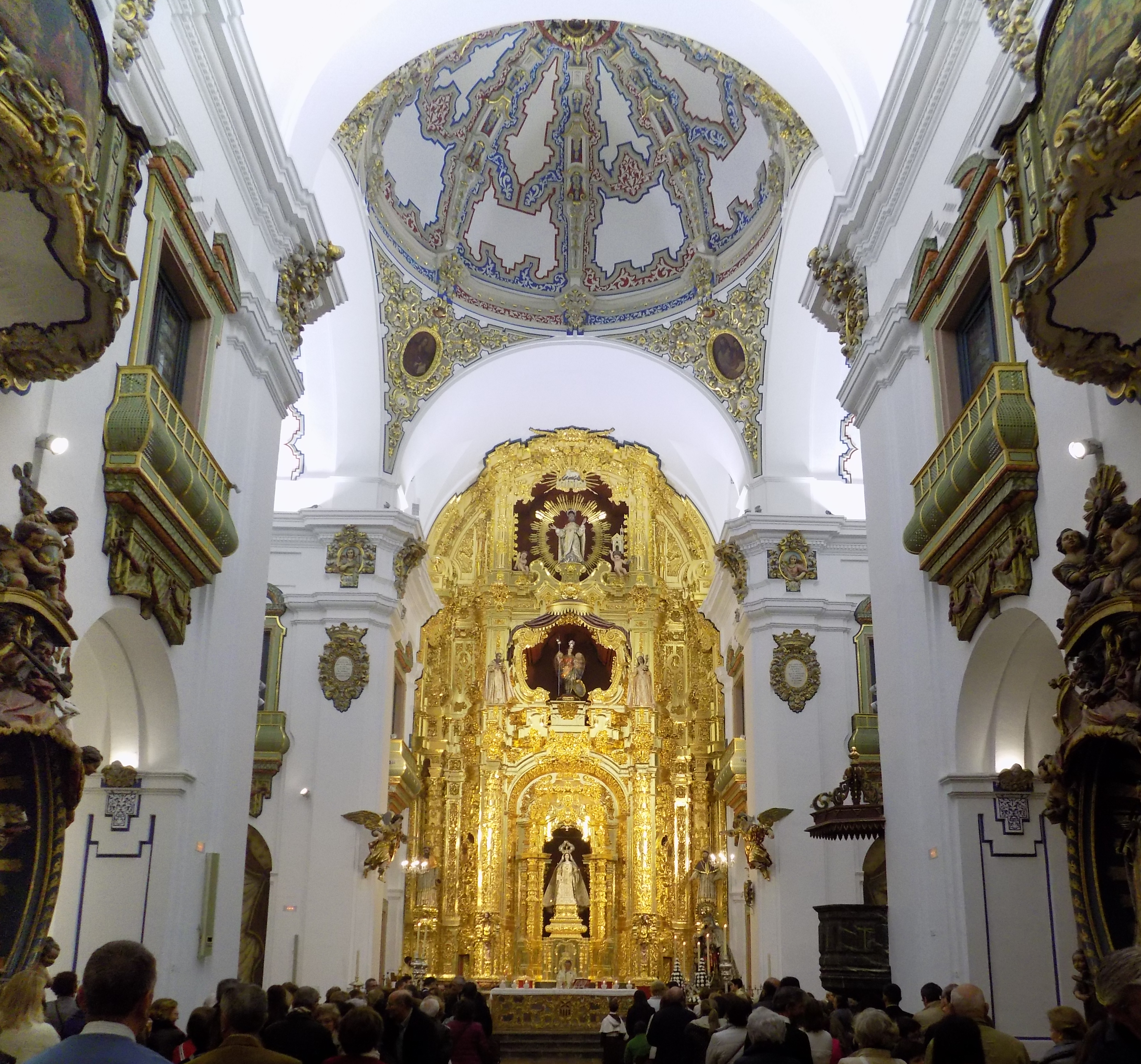
Retablo de la iglesia reconstruido en 2014 tras el incendio de 1978.

La iglesia se realiza entre 1716 y 1745. Está situada en el centro del conjunto y sirve de eje divisorio entre los dos claustros que articulan el edificio, cuyo nexo de unión lo constituye la galería que circunda la cabecera del templo.
Al exterior muestra una fachada estructurada en tres calles por medio de pilastras que separan la parte central de las laterales, rematadas éstas por sendas espadañas. La calle central coincide con el desarrollo de la nave principal del templo; está formada por tres cuerpos sobre los que descansa un frontón triangular coronado por la figura de San Rafael. En el centro sobresale la portada de la iglesia, en piedra blanca, con gran movimiento en las cornisas y soportes, destacando en el segundo cuerpo una hornacina con la imagen pétrea de Nuestra Señora de la Merced.
La iglesia es planta de cruz latina inscrita en un rectángulo. Tiene cabecera plana -flanqueada por sacristías-, tras naves y crucero. Por encima de los arcos formeros, a lo largo de los brazos de la cruz, se abren tribunas. La nave central se cubre con bóveda de cañón con lunetos y los brazos del crucero lo hacen con cuartos de esfera divididos en tres gajos. Los elementos tectónicos se decoran con medallones policromados, donde aparecen bustos en medio relieve de los santos y beatos de la orden mercedaria enmarcados por ricas yeserías. Tiene un amplísimo coro alto cuyo antepecho se incurva para incorporar las tribunas de los órganos, desdichadamente perdidos. El testero del coro lucía una pintura mural de medio punto, que representaba la Aparición de San Rafael al beato Simón de Sousa realizada por José Ignacio de Cobo y Guzmán.
Alrededor de 1770 se encargó a Alonso Gómez de Sandoval el retablo mayor. De los mismos años se conservan los altares laterales de Santa María del Socorro y Santa Mariana, obras hechas en estuco e igualmente relacionadas con Gómez de Sandoval, aunque están muy restauradas. Aquí reside la Hermandad de la Quinta Angustia y el Grupo de Fieles de la Soledad de Nuestra Señora. 

#### Incendio de la iglesia

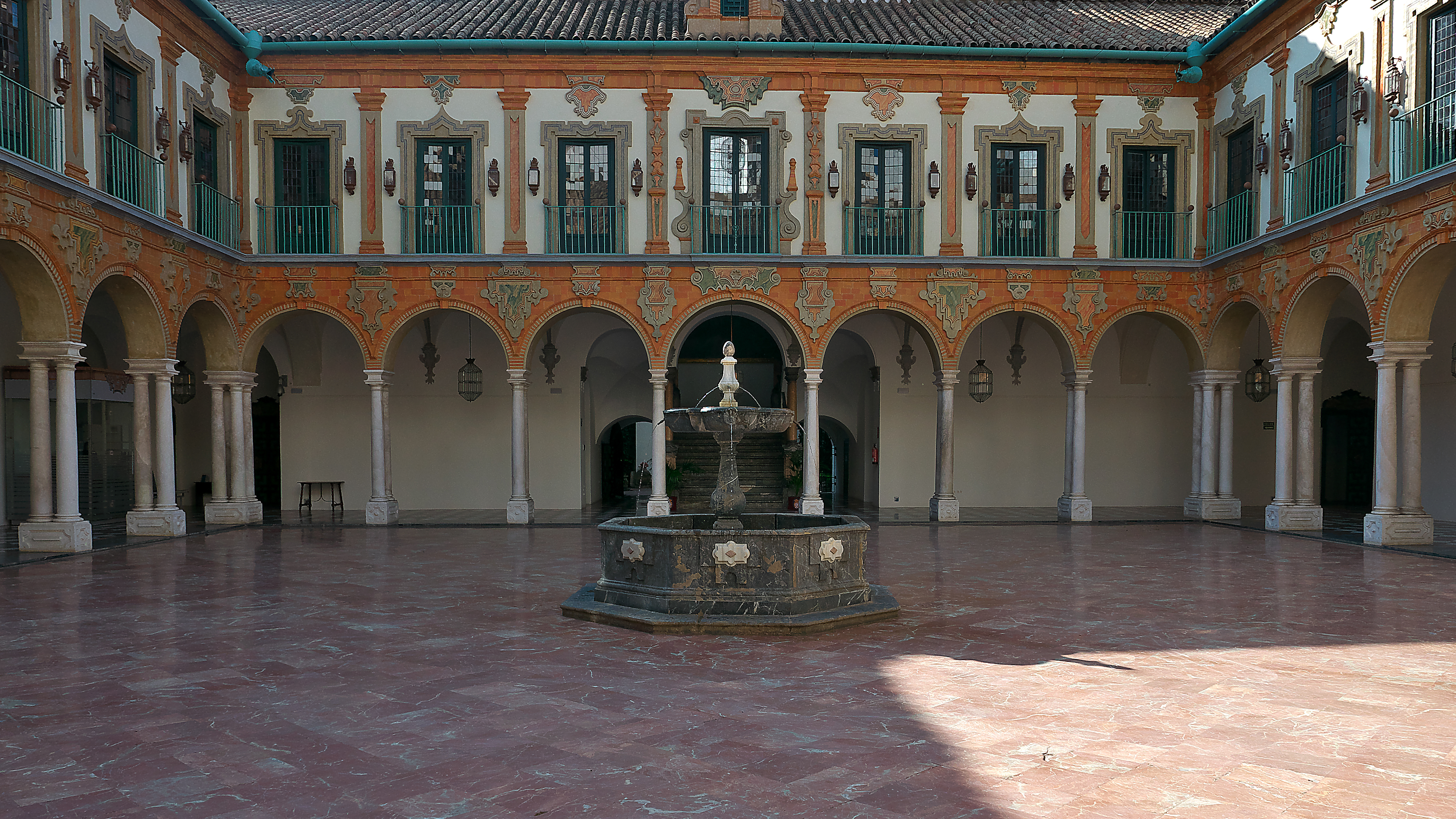
Claustro principal

La madrugada del 29 de enero de 1978, apenas un mes tras finalizar la restauración, la iglesia sufrió un gran incendio provocado por Miguel López Toledano, huérfano de 20 años que había residido en el antiguo hospicio y monaguillo de la iglesia. Toledano no consiguió una plaza para cuidador en el centro de Educación Especial dependiente de Diputación y, en represalia, provocó el incendio que destruyó el retablo mayor y todos los enseres que la adornaban, además de robar más de 100.000 pesetas de la imprenta del palacio, que consiguieron ser recuperadas tras su detención. Fue condenado a 10 años y 4 meses de prisión. La restauración comenzó en 1988 con la creación de la Escuela Taller La Merced I tuvo un coste de más de 10 millones de euros, celebrándose su inauguración en diciembre de 2014 con la presencia de la presidenta María Luisa Ceballos, tras veintiséis años de trabajo.

### El claustro y la escalera

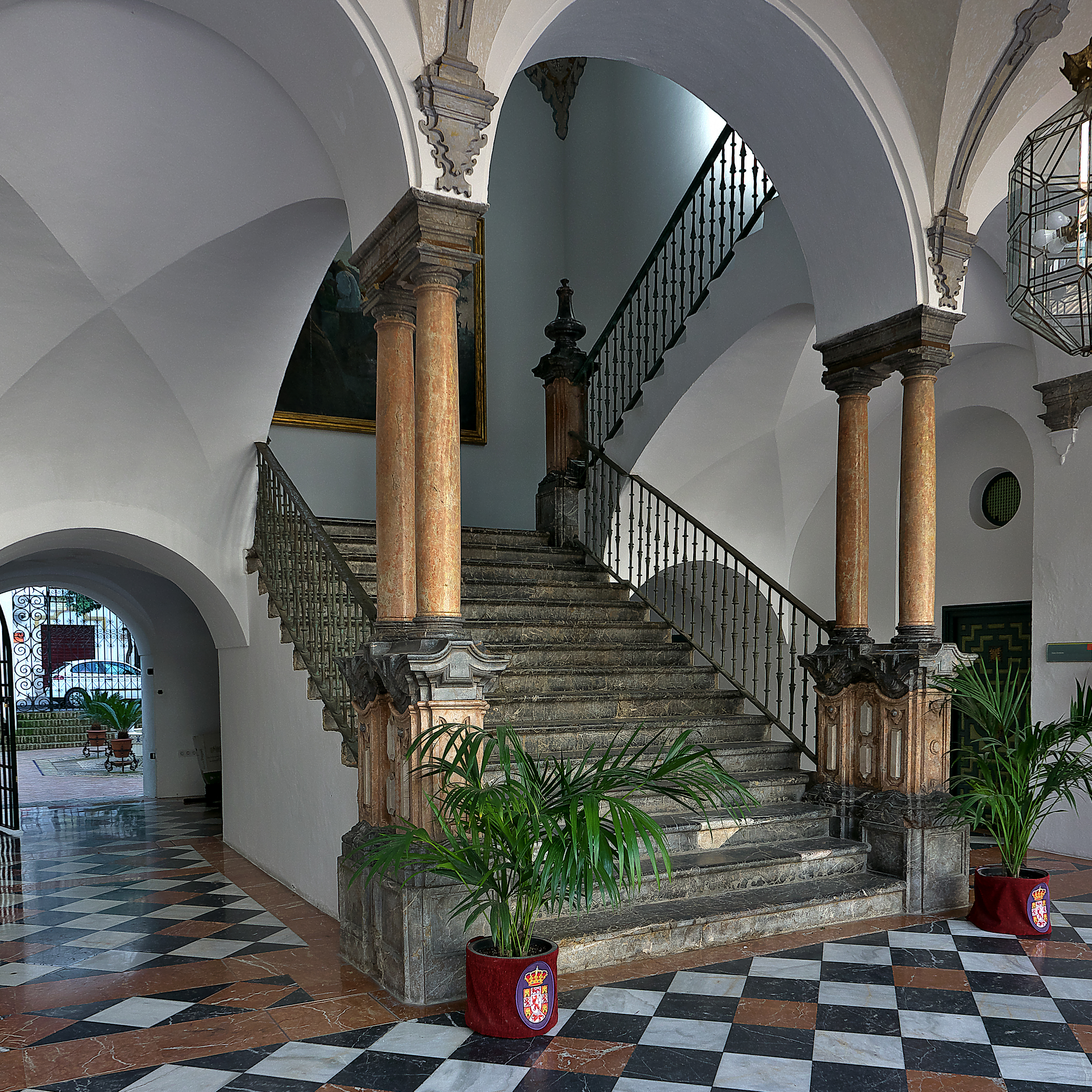
Escalera del claustro principal

Una vez concluida la iglesia debió realizarse el claustro principal, terminado hacia 1752. Es de planta cuadrangular y está formado por dos pisos; el bajo es porticado y presenta arcos de medio punto sobre pares de columnas toscanas. El segundo piso es cerrado y tiene pilastras, ornamentadas con placados, y balcones en los espacios intermedios. En el centro luce una gran fuente de mármol negro. Todo el conjunto va profusamente decorado, destacando la cornisa con pinjantes y la pintura que recubre los elementos ornamentales, que refuerza su estética barroca.
Por entonces se construyó también la escalera que arranca de la crujía meridional del patio y pone en comunicación las dos plantas del edificio. Es de tipo imperial con caja cuadrangular. Muestra un primer tiro sencillo y centrado, que se divide en dos laterales paralelos a partir de un descanso, completando así la cuadratura de la planta. Está realizada con mármoles de diversos colores, embutidos y taraceados, consiguiéndose una obra de gran prestancia, relacionada por su estética con Gómez de Sandoval. Se cubre con una cúpula semiesférica decorada con relieves policromados que representan escenas de la vida de San Pedro Nolasco.

## Las colecciones

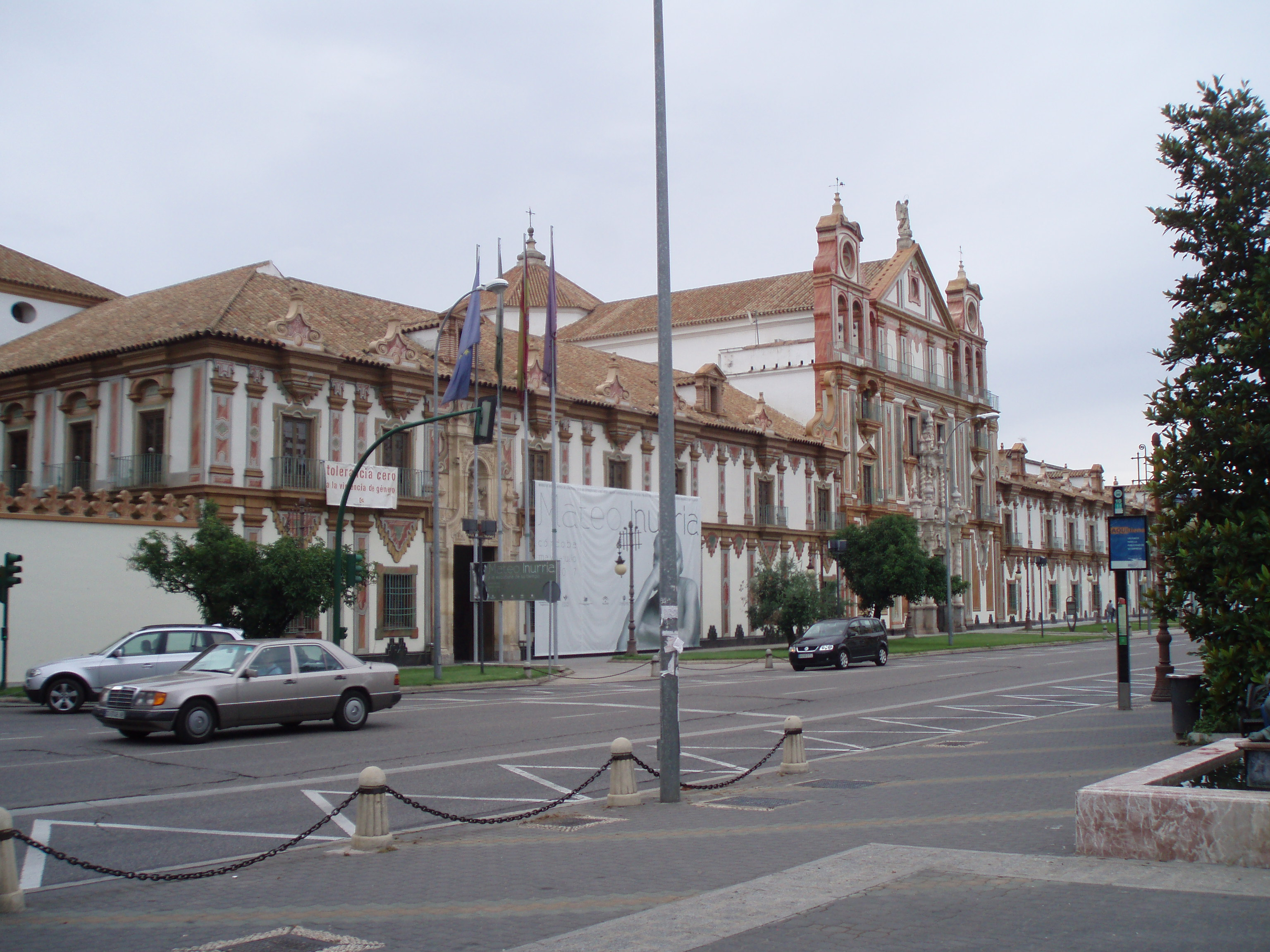
Vista del conjunto.

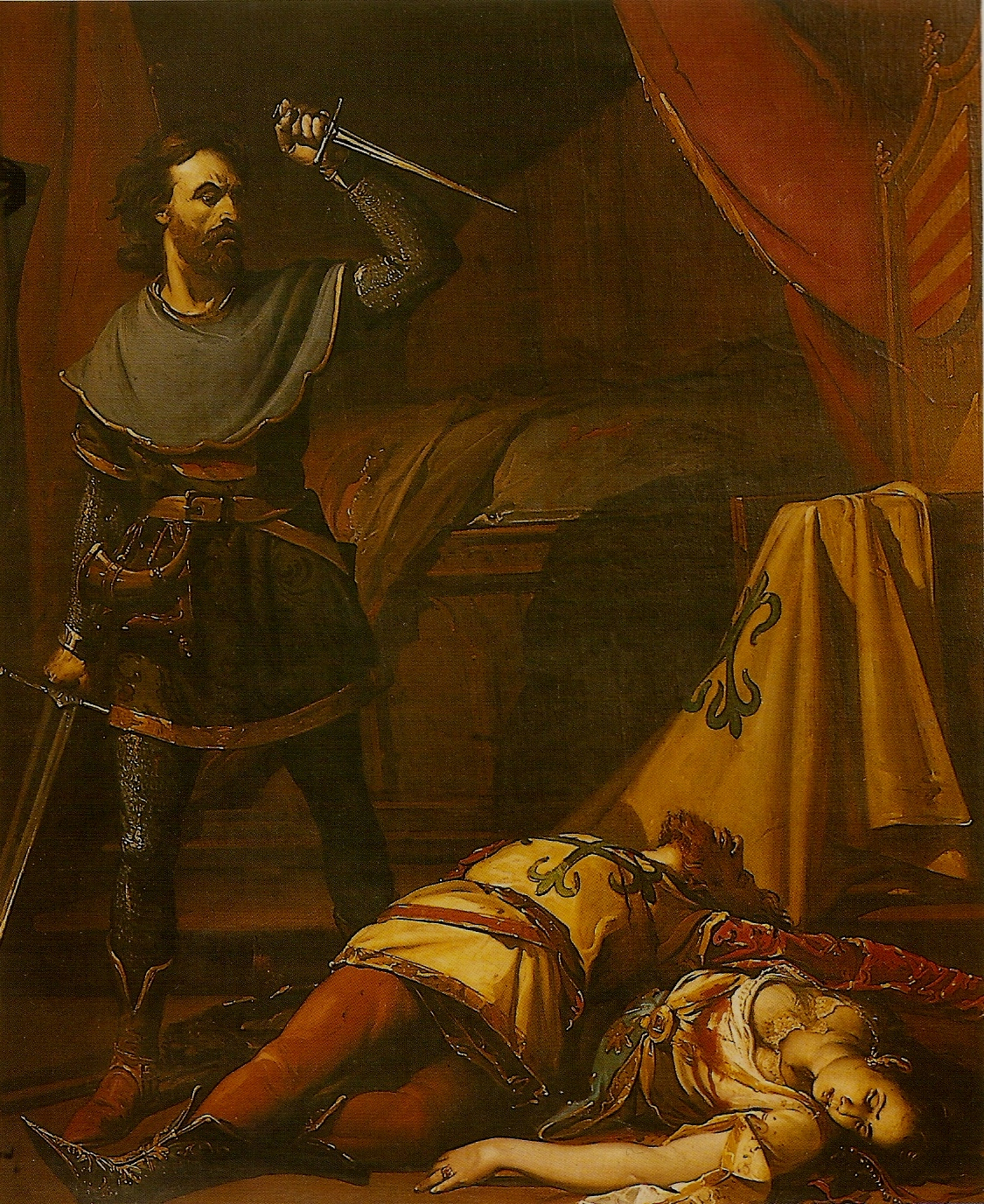
Leyenda de los comendadores de Córdoba. José María Rodríguez de Losada, 1872 (Diputación de Córdoba). La obra muestra el momento en el que el caballero Fernando Alfonso de Córdoba asesina a su esposa, el amante de ella y a sus dos primos, comendadores de la Orden de Calatrava, hechos ocurridos en 1448.

Guarda esta institución una serie de obras artísticas de épocas diversas. Las más antiguas proceden en su mayor parte del convento; otras han llegado en calidad de justificante de las becas de artistas pensionados sufragados por la corporación. Finalmente hay otro grupo de obras que provienen de los certámenes y exposiciones patrocinados por la diputación; de ahí que junto a obras mediocres de artistas locales figuren también creaciones de destacados maestros del panorama contemporáneo nacional, como Miguel Del Moral, Pedro Bueno, Emilio Serrano, Manchu Gal, María Antonia Dans, Luis García Ochoa, Antonio Zarco o José Duarte.
Entre las piezas de mayor antigüedad destacan una bellísima copa gremial, adaptada a copón, obra probablemente flamenca del siglo XVI, y la serie de cuadros sobre la vida de San Pedro Nolasco, realizada por José Ignacio de Cobo y Guzmán en la primera mitad del siglo XVIII. Algunos de estos lienzos pertenecen al Museo de Bellas Artes y se encuentran aquí en depósito. Hay además un buen número de obras anónimas tanto de escultura como de pintura. Entre las primeras cabe citar el grupo de Santa Ana y la Virgen, del primer tercio del siglo XVIII.
Al siglo XIX corresponden un interesante grupo de obras pictóricas realizadas por los distintos artistas que fueron pensionados por la diputación para realizar estudios de pintura. Entre ellos cabe mencionar a Alfredo Lobato, Adolfo Lozano Sidro, Joaquín Martínez de la Vega -que pintó en 1865 el enorme lienzo de Los ermitaños de Belén dando de comer a los pobres- José Muñoz Contreras, Agustín del Pino, Rafael Romero de Torres y Tomás Muñoz Lucena, a quien se debe Plegaria en las Ermitas, obra galardonada con primera medalla en la Exposición Nacional de Bellas Artes de 1901.
En el campo de la escultura destacan las creaciones de Mateo Inurria Lainosa, entre las que sobresalen Alegoría de Córdoba, de 1888, y Materia en triunfo, de 1889, una de sus más importantes creaciones. Muy interesante es la colección de grabados y litografías de los principales monumentos de la ciudad, realizados por afamados artistas de la talla de David Roberts, Agustín François Lemaître, Genaro Pérez Villamil y Francisco Javier Parcerisa, entre otros. Se conservan también algunas piezas de plata de la antigua iglesia conventual.
La pintura del siglo XX está representada por un buen plantel de artistas locales y foráneos cuyas obras reflejan las múltiples tendencias del arte de nuestro tiempo. Entre los primeros, que son sin duda los más numerosos, figuran Ángel Díaz Huertas, Ángel López-Obrero, Pedro Bueno, Rafael Botí, Miguel del Moral, Rafael Serrano, Teresa García Courtoy y Julia Hidalgo. Además, alberga una nutrida galería de retratos de los diferentes presidentes de la institución realizados por distintos artistas, entre los que se encuentran Pedro Bueno y Enrique Segura.